# LET ME LUV U DOWN feat.ZEEBRA & MACCHO (OZROSAURUS)
「LET ME LUV U DOWN feat.ZEEBRA & MACCHO (OZROSAURUS)」（愛到癱瘓）為日本音樂團體EXILE（放浪兄弟）的第9張單曲。2003年7月9日於日本發行。

## 解說
- ZEEBRA與OZROSAURUS及MACCHO為主的單曲。
- 據說EXILE以這首單曲「開拓新的種類」為主題。MAKIDAI說著「用與ZEEBRA和MACCHO做這個曲子令EXILE的種類的幅度又擴大了」。
- 作詞、作曲是由ZEEBRA，今井了介，DJ KEN-BO的一同監製的圑體FIRSTKLAS。
- 這首歌以後，ATSUSHI開始戴太陽眼鏡示人。
- PV裏長谷川潤有份參與演出。

## 發行版本
- CD

## 收錄歌曲
1. LET ME LUV U DOWN feat.ZEEBRA & MACCHO (OZROSAURUS)[3:59]
  - 作詞：FIRSTKLAS, MACCHO / 作曲：FIRSTKLAS
2. Together (-R.Yamaki's Roller Mix) [5:02]
  - 作詞：EXILE & Kenn Kato / 作曲：原一博 / 編曲：山木隆一郎

8th單曲「Together」的混音版本。『The other side of EX Vol.1』加入了MAKIDAI和USA的Rap。
3. LET ME LUV U DOWN feat.ZEEBRA & MACCHO (OZROSAURUS) (Instrumental)
4. Together (-R.Yamaki's Roller Mix) (Instrumental)